# ستيفان ويسليس
ستيفان ويسليس (بالألمانية: Stefan Wessels)‏ (28 فبراير 1979 برادن في ألمانيا - ) هو لاعب كرة قدم ألماني في مركز حراسة المرمى. شارك مع منتخب ألمانيا تحت 20 سنة لكرة القدم ومنتخب ألمانيا تحت 21 سنة لكرة القدم ومنتخب ألمانيا ب لكرة القدم ‏ وفريق 2006 ‏. أما مع النوادي، فقد لعب مع بايرن ميونخ الثاني وبايرن ميونخ ونادي أودنسه ونادي إيفرتون ونادي بازل ونادي كولن ونادي أوسنابروك.

## وصلات خارجية
- ستيفان ويسليس على موقع الاتحاد الأوربي (الإنجليزية)
- ستيفان ويسليس على موقع قاعدة بيانات كرة القدم.إي يو (الإنجليزية)
- ستيفان ويسليس على موقع بيانات كرة القدم. دي إي (الألمانية)
- ستيفان ويسليس على موقع Soccerway.com (الإنجليزية)
- ستيفان ويسليس على موقع عالم كرة القدم.نت (الإنجليزية)